# Megs Jenkins
Muguette Mary "Megs" Jenkins, född 21 april 1917 i Birkenhead, Merseyside, död 5 oktober 1998 i Felixstowe, Suffolk, var en brittisk skådespelerska.

## Rollista i urval
- 1943 – De tysta segrarna
- 1948 – Saraband
- 1952 – Ivanhoe – den svarte riddaren
- 1953 – Det grymma havet
- 1958 – Indiskret
- 1959 – Farligt ögonvittne
- 1961 – Dödsloppet
- 1963 – Det är fult att mörda
- 1965 – Bunny Lake är försvunnen
- 1968 – Oliver!
- 1990 – I vår herres hage (TV-serie) (1 avsnitt)